# Bill Ayers

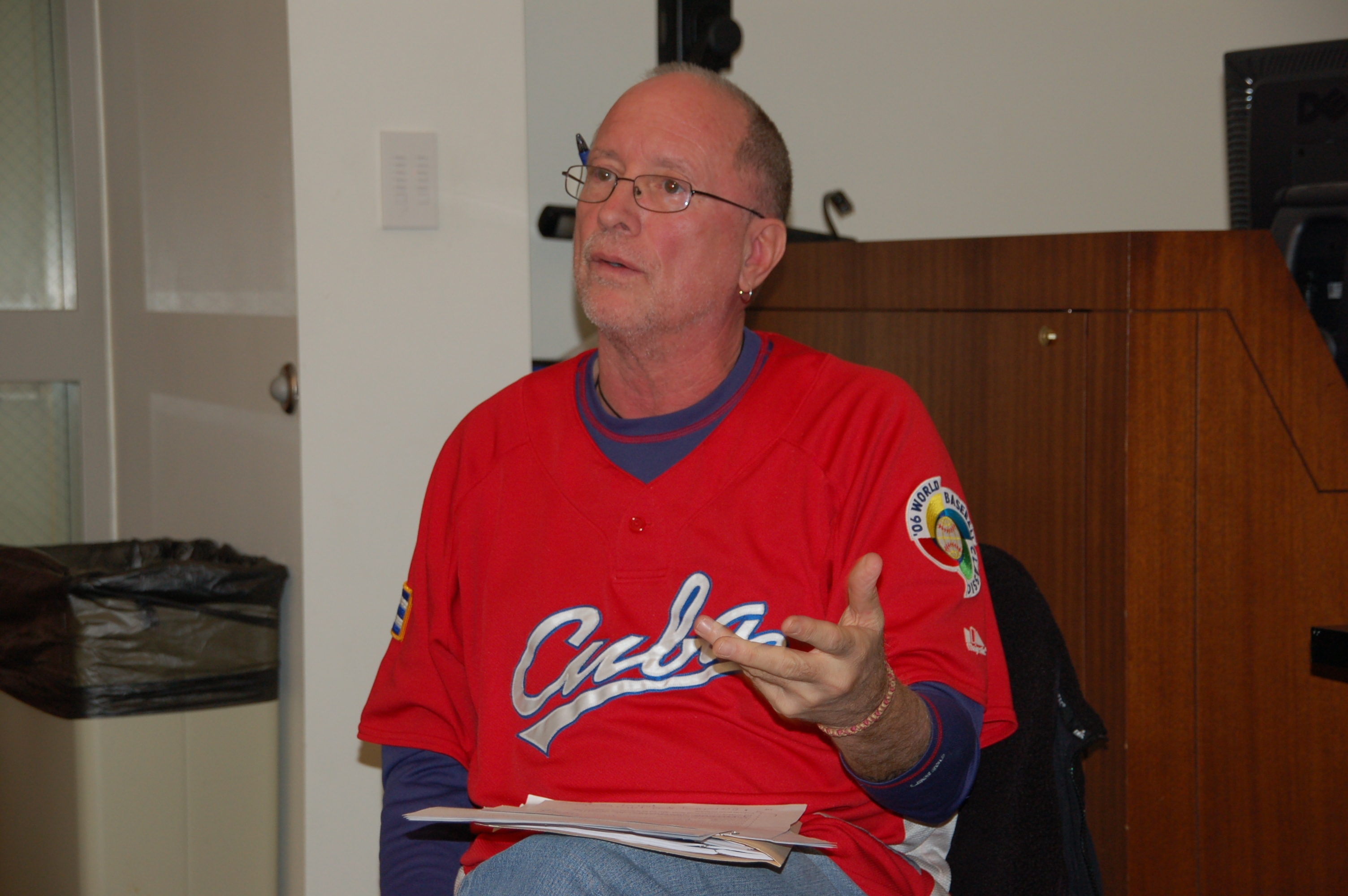
Bill Ayers 2007

William Charles „Bill“ Ayers (* 26. Dezember 1944 in Glen Ellyn, Illinois) ist US-amerikanischer Pädagoge und emeritierter Professor für Pädagogik an der University of Illinois in Chicago. 1969 war er Gründungsmitglied der linken terroristischen Organisation des Weathermen Movement (deutsch Wettermänner), die in den 1970er-Jahren für eine Serie von Bombenanschlägen auf öffentliche Einrichtungen verantwortlich zeichnete.
Während des US-Präsidentschaftswahlkampfes 2008 kam Ayers international in die Schlagzeilen, als Sarah Palin, die damalige Vizepräsidentschaftskandidatin der Republikanischen Partei, Barack Obama, den Präsidentschaftskandidaten der Demokratischen Partei bezichtigte, Kontakte zu Terroristen – gemeint war Bill Ayers – zu pflegen. Beide waren im Vorstand einer Stiftung gewesen, kannten sich als Nachbarn, und es hatte eine Fundraising-Veranstaltung in Ayers’ Haus gegeben. Ayers sitzt gegenwärtig im Beratungsausschuss von Truthout.

## Leben
Ayers wuchs in Glen Ellyn bei Chicago auf. 1968 erwarb er einen Bachelor (B.A.) in Amerikanistik an der University of Michigan. Seine erste Anstellung als Lehrer hatte er bereits als Student an einer kleinen Vorschule, die dem Free School Movement (dt. Bewegung für Freie Schulen) angehörte.
Seit Mitte der 1960er-Jahre beteiligte sich Ayers an linken Protestaktionen gegen Rassismus und Imperialismus, insbesondere gegen den Vietnamkrieg. Er wurde Mitglied der amerikanischen Neuen Linken (New Left) und der Students for a Democratic Society (SDS, dt. Studenten für eine demokratische Gesellschaft).
1969 war er Gründungsmitglied der militanten Untergrundorganisation Weathermen, die durch Bombenanschläge auf staatliche, vor allem militärische und polizeiliche Einrichtungen bekannt wurde.
1970 ging Ayers in den Untergrund. Er war beteiligt an Bombenanschlägen auf ein New Yorker Polizeirevier (1970), das Kapitol (1971) und das Pentagon (1972), beide in der amerikanischen Hauptstadt Washington, D.C. Während dieser Zeit heiratete er die ebenfalls im Untergrund kämpfende Bernardine Dohrn, mit der er zwei Söhne hat (geboren 1977 und 1980).
1980 stellten sich beide den Behörden. Alle offenen Verfahren gegen Ayers wurden wegen unzulässiger Ermittlungsmethoden des FBI eingestellt. Dohrn erhielt Geld- und Bewährungsstrafen.
1987 promovierte Ayers an der Columbia University und arbeitete in der Folge als Professor für Pädagogik an der Universität von Illinois. Mitte der 1990er-Jahre erarbeitete er mit Chicagos Bürgermeister Richard M. Daley ein Schulreformprogramm für die Stadt. In dieser Zeit traf Ayers in Arbeitsgruppen auch Barack Obama, den damaligen Senator von Illinois, der ebenfalls für Schulreformen eintrat (siehe Chicago Annenberg Challenge).

## Schriften
- 1968, Bill Ayers: Education: An American Problem. Radical Education Project
- 1969, Bill Ayers: Hot town: Summer in the City: I ain't gonna work on Maggie's farm no more. Students for a Democratic Society
- 1989, William Ayers: Good Preschool Teachers. Teachers College Press, ISBN 978-0-8077-2947-2
- 1989, William Ayers: The Good Preschool Teacher: Six Teachers Reflect on Their Lives. Teachers College Press, ISBN 978-0-8077-2946-5
- 1993, William Ayers: To Teach: The Journey of a Teacher. Teachers College Press, ISBN 978-0-8077-3262-5
- 1995, William Ayers: To Become a Teacher: Making a Difference in Children's Lives. Teachers College Press, ISBN 978-0-8077-3455-1
- 1997, William Ayers: A Kind and Just Parent. Beacon Press, ISBN 978-0-8070-4402-5
- 2000, William Ayers: A Simple Justice: The Challenge of Small Schools. Teachers College Press, ISBN 978-0-8077-3963-1
- 2001, Bill Ayers: Fugitive Days: A Memoir. Beacon Press, ISBN 0-8070-7124-2 Penguin, ISBN 978-0-14-200255-1 (2010 auf Deutsch erschienen)
- 2003, William Ayers: On the Side of the Child: Summerhill Revisited. Teachers College Press, ISBN 978-0-8077-4400-0
- 2004, William Ayers: Teaching the Personal and the Political: Essays on Hope and Justice. Teachers College Press, ISBN 978-0-8077-4461-1
- 2005, William Ayers: Teaching Toward Freedom: Moral Commitment and Ethical Action in the Classroom. Beacon Press, ISBN 978-0-8070-3269-5
- 2006, Bill Ayers, Bernardine Dohrn, Jeff Jones: Sing a Battle Song: The Revolutionary Poetry, Statements, and Communiques of the Weather Underground 1970-1974. Seven Stories Press, ISBN 978-1-58322-726-8
- 2008, William C. Ayers: Handbook of Social Justice in Education. Routledge, ISBN 978-0-8058-5927-0
- 2010, William C. Ayers: Flüchtige Tage: Erinnerungen aus dem Weather Underground. Ventil Verlag, ISBN 978-3-931555-52-8